# Jürgen Meffert
Jürgen Meffert (* 18. April 1962) ist ein deutscher Manager, Unternehmensberater, Unternehmer und Buchautor mit den Themen Innovationsmanagement, Mittelstand und Digitale Transformation.

## Wirken
Jürgen Meffert hat einen Master-Abschluss in Elektrotechnik. Darüber hinaus hat er einen MBA der Kellogg Graduate School of Management der Northwestern University (USA) und an der Universität St. Gallen (Schweiz) in Wirtschaftswissenschaften promoviert.
Anschließend war Jürgen Meffert als Entwicklungsingenieur und Produktmanager für die Nixdorf Computer AG tätig und 1987–1988 Teil des Gründungsteams der Open Software Foundation im US-amerikanischen Cambridge. Jürgen Meffert ist seit 1990 bei McKinsey & Company tätig, er wurde 1996 Partner und ist heute Senior Partner im Düsseldorfer Büro. Er leitete 8 Jahre die globale Sparte Telecommunications, Media & Technology und leitet seit 2016 weltweit das Kompetenzzentrum für die Digitalisierung von B2B-Unternehmen.
Meffert ist Dozent an der WHU Otto Beisheim School of Management im Bereich Executive Education und Redner auf Konferenzen.

## Engagement
- Meffert ist Gründer und Leiter von McKinseys Mittelstandsinitiative.[1]
- Seit 2006 ist Meffert aktives Mitglied im Beirat der Initiative „Unternehmerperspektiven“[6]. die sich dem Dialog mit dem Mittelstand und der Mittelstandsforschung verschrieben hat. Die Initiative wurde 2010 von der Deutschen Public Relations Gesellschaft mit dem Internationalen Deutschen PR-Preis in der Kategorie Business-to-Business-Kommunikation ausgezeichnet.[7]
- 2012 hat er gemeinsam mit der Personalberatung Egon Zehnder und der Wirtschaftsprüfungsgesellschaft KPMG die Family Board Academy e.V. gegründet. Der Verein hat sich der Fort- und Weiterbildung von Top-Führungskräften in Familienunternehmen verschrieben.[8]

Er ist im Vorstand der Heribert Meffert Stiftung, der Stiftung seines Vaters und deutschen „Marketingpapstes“ Heribert Meffert. Die Stiftung setzt sich für Forschungsförderung und Stipendien im wirtschaftswissenschaftlichen Bereich ein.

## Digitalisierung
In seinen Büchern und Artikeln vertritt Meffert die These, dass Digitalisierung nur gelingen kann, wenn diese von der Unternehmensspitze getragen wird. Im Mittelstand werde diese Aufgabe in der Praxis zu häufig rein technisch betrachtet und an die IT-Leitung delegiert.

## Veröffentlichungen
- mit Hans Otto Eglau, Jürgen Kluge und Lothar Stein: Durchstarten zur Spitze. McKinseys Strategien für mehr Innovation. Campus Verlag, 2000, ISBN 3-593-36411-5.
- mit Harald Hungenberg (Hrsg.): Handbuch Strategisches Management. 2. Auflage. Gabler Verlag, 2005, ISBN 3-322-90751-1.
- mit Holger Klein: DNS der Weltmarktführer. Erfolgsformen aus dem Mittelstand. Redline Verlag, 2007, ISBN 978-3-636-03109-9.
- mit Heribert Meffert: Eins oder Null. Wie Sie Ihr Unternehmen mit Digital@Scale in die digitale Zukunft führen. Ullstein/Econ, 2017, ISBN 978-3-430-20239-8.
- mit Anand Swaminathan: Digital @ Scale. The Playbook You Need to Transform Your Company. John Wiley & Sons, Hoboken 2017, ISBN 978-1-119-43374-3.